# Isa Sator
Isa Sator, née à Épinay-sur-Seine le 9 mai 1963, est une peintre, coloriste et dessinatrice française. Elle vit et travaille à Paris.

## Biographie
Isa Sator est née en 1963 à Épinay-sur-Seine. Elle commence l’apprentissage de la peinture au Centre culturel de La Guerche-de-Bretagne de 1977 à 1980. Elle étudie le droit à Paris et devient avocate au barreau de Paris, avant de se consacrer entièrement à son activité artistique,.
Elle poursuit son apprentissage du dessin et du croquis au Centre d’Art de Nouméa de 1996 à 2005 et intègre l’atelier de sculpture de Michel Rocton dans la même ville de 1998 à 2004.

## Expositions individuelles et collectives
- 2003 : Femmes sculpteurs de l'atelier Michel Rocton, Présentation de pièces en bronze, en argile, en plâtre, à l'occasion de la Journée internationale des femmes, Hôtel Park Royal, Nouméa
- 2004 : Salon des artistes français, Paris, sélection du jury pour Le Cri intérieur, octobre ;
- 2004 : Banque BNC, Nouméa, Noumé'Art & Soap'Art Océanie, octobre ;
- 2005 : Salon d'art moderne et contemporain, Fédération nationale de la culture française, Fréjus ;
- 2006 : Galerie Daniel Besseiche, Courchevel, décembre ;
- 2006 : Galerie Les Pyramides, Port Marly, décembre
- 2006 : Salon 16th International Middle East Furniture & Interior Design, Dubaï, novembre ;
- 2006 : Galerie Mona Lisa, Paris, avril ;
- 2007 : Smart Barbies, National Arts Club, New York, États-Unis, septembre ;
- 2007 : Les Arlésiennes swinging, Galerie Saint-Ravy, Montpellier, avril-mai ;
- 2007 : Galerie les Arts du VIIe, Paris, mars-mai ;
- 2007 : Les Bécassines rock'n roll, Centre culturel La Salorgne, La Guerche de Bretagne, mars ;
- 2008 : Grand marché d'art contemporain, Paris Bastille, octobre ;
- 2008 : Animus Domina, Péniche Café Barge, Paris, juin-août ;
- 2009 : Au quotidien, RFO, accrochage d'œuvres sur le plateau et participation à l'émission Les grands maîtres de demain, invitée d'honneur, Carrousel du Louvre, Paris ;
- 2009 : Exposition à la Mairie de Versailles ;
- 2009 : Projet d'affiche pour le Festival de Cannes ;
- 2010 : Rock'n Roll at all, Virgin Megastore Champs Élysées, Paris, Banque Barclays, Paris ;
- 2011 : Galerie 66 Champs Élysées, Paris, novembre ;
- 2011 : Les Peuples de la vallée de l'Omo, Galerie du Vertbois, Paris, avril-mai ;
- 2013 : L'Amour, Galerie Manart, Paris, avril-mai ;
- 2014 : Carré artistique des équations, Grand Hôtel, Reims, mai ;
- 2014 : Les 12 villes de la Coupe du monde au Brésil, Brixton, Londres, mars ;
- 2015 : ADN Sator, Galerie JPHT, Paris, octobre-novembre ;
- 2015 : Lancement officiel du site internet isa-sator.com, Comédie Montmartre, Paris, septembre ;
- 2016 : Salon Art Élysées avec la Galerie JPHT, octobre ;
- 2016 : Expo espace Beaurepaire ADN SATOR .
- 2016 : Mille et une nuits, Galerie Felix, Paris[5]
- 2016 : Les Mille et une Nuits, Montreuil
- 2017 : Les grandes cocottes, Orangerie du Sénat - Jardin du Luxembourg - Paris[6]
- 2017 : France Pavillon, exposition à  Huston, Washington DC & Raleigh, USA.
- 2018 : Erotic'art, à la galerie L'Espace Grange, Dampierre, 14 février-4 mars.
- 2018 : Portraits de famille de Bécassine, Galerie JPHT, Paris, juin-juillet.
- 2019 : Trois femmes de Paris à New York, Galerie JPHT.
- 2019 : Trois femmes de Paris à New York bis, Gallery des Artistes, New York, octobre.
- 2019 : Galerie JPHT, décembre, Paris.
- 2020 : Finalisation de l'exposition Armageddon.

## Prix
Isa Sator a obtenu les distinctions suivantes :
- 2005 : Médaille d'or et Prix spécial du jury, Grand concours international de Fréjus ;
- 2005 : Médaille européenne et Trophée abstraction lyrique des victoires 2005, Salon d'art moderne et contemporain ;
- 2005 : Médaille de bronze avec mention, 36e grand concours international de l'Académie internationale de Lutèce.

## DVD
- Baigneuses par Isa Sator